# Ремесла Індії

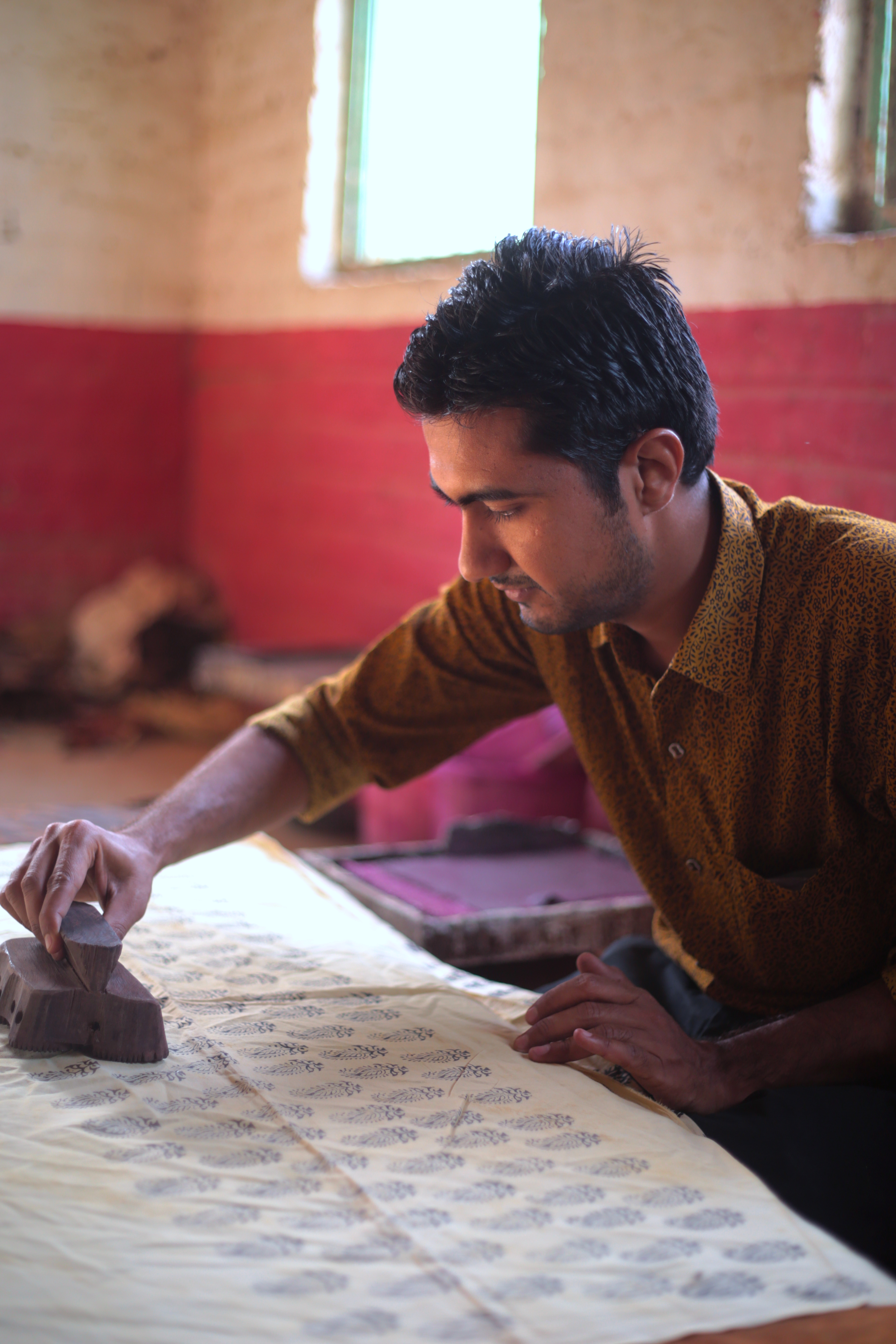
Традиційний ручний друк у Баґг

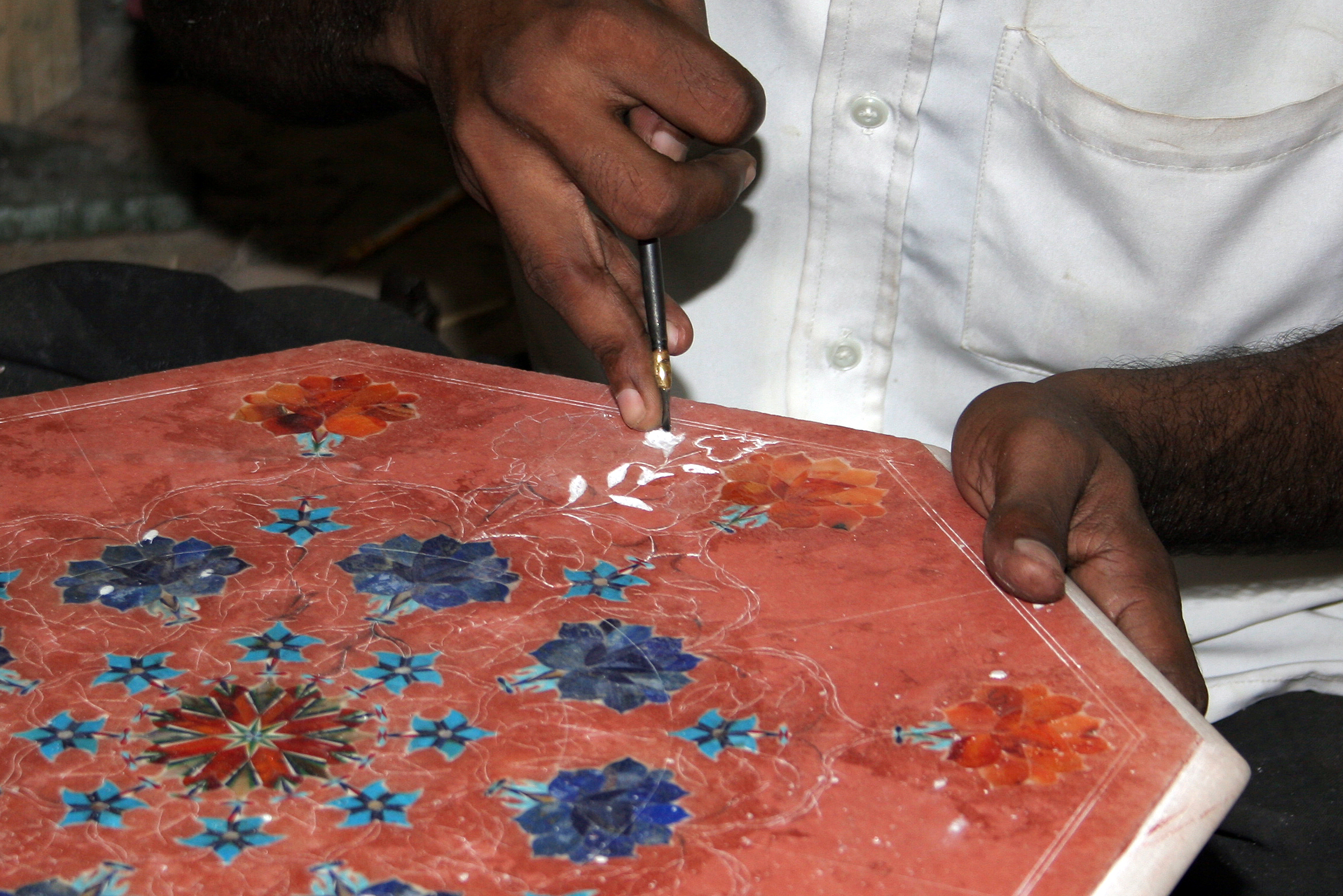
Майстер, що виготовляє мармурові вставки, Агра

Ремесла Індії різноманітні, багаті на історію, культуру та релігію. Ремесло кожного штату в Індії відображає вплив різних імперій. Протягом століть ремесла були частиною культури та традицій у сільських громадах.
Ремесла
Металеві ремесла включають обробку металу з використанням цинку, міді, латуні, срібла та золота. Деякі з традиційних стародавніх стилів рукоділля: Бідріваре, Ремесло з металу Пембартхі, Дгокрі та Камрупі.
Бідріваре: Термін «Бідріваре» походить від містечка Бідар, яке досі є головним центром виробництва унікальних металевих виробів. Завдяки своїй вражаючій інкрустації Bidriware є важливим експортним ремеслом Індії та цінується як символ багатства. Використаний метал — це почорнілий сплав цинку та міді, інкрустований тонкими листами чистого срібла.
Ремесло з металу Пембартхі: Ремесло з металу Пембартхі — це виріб ручної роботи з металу, виготовлене в Пембарті, округ Варангал, штат Телангана, Індія. Вони популярні завдяки вишуканим витворам мистецтва з листового металу. Ця ретельна робота з латуні процвітала під час правління імперії Какатія. Какатії широко використовували мистецтво листового металу для прикраси колісниць і храмів.
Дгокра — це лиття кольорових металів методом лиття за виплавленим воском. Цей вид металевого лиття використовувався в Індії понад 4000 років і використовується досі. Одним із найперших відомих втрачених воскових артефактів є танцююча дівчина з Мохенджо-Даро. Вироби ремісників дхокра мають великий попит на внутрішньому та зовнішньому ринках через первісну простоту, чарівні народні мотиви та силу форми. Коні Дхокра, слони, павичі, сови, релігійні зображення, мірні чаші, скриньки для ламп тощо високо цінуються.
Вироби Кампурі з латуні та дзвонового металу від Кампур славляться своєю красою, міцністю форми та корисністю. Латунь є важливим кустарним виробництвом, з найбільшою концентрацією в Хаджо, тоді як Сартбарі добре відомий своїми ремеслами з металу дзвонів. Основними виробами з латуні є кала (горщик для води), сараї (блюдо або таця, встановлена на підставі), кахі (блюдо), баті (миска), лота (горщик для води з довгим горлом) і тал (тарілки). Золото, срібло та мідь також є частиною традиційного ремесла в Камрупі, а Державний музей у Гувахаті має багату колекцію предметів із цих металів. Золото зазвичай використовується в прикрасах.

## Ремесла Біхар
Біхар, відомий своїм живописом Мадгубані/Мітхіла, Будучи місцем народження деяких із найвідоміших народних образів Індії, цілком природно виявляється, що корінні жителі Мітхіли мають вроджену здатність створювати візуально захоплюючу форму оповіді, розповідати ці казки з належним благоговінням. Ці візуальні наративи відомі як Картини Мадгубані, що буквально означає «Ліс меду». Живопис Бгаґалпур також відомий як мистецтво Манджуша та незвичайний делікатес квілтингу.

## Ремесла Раджастхану

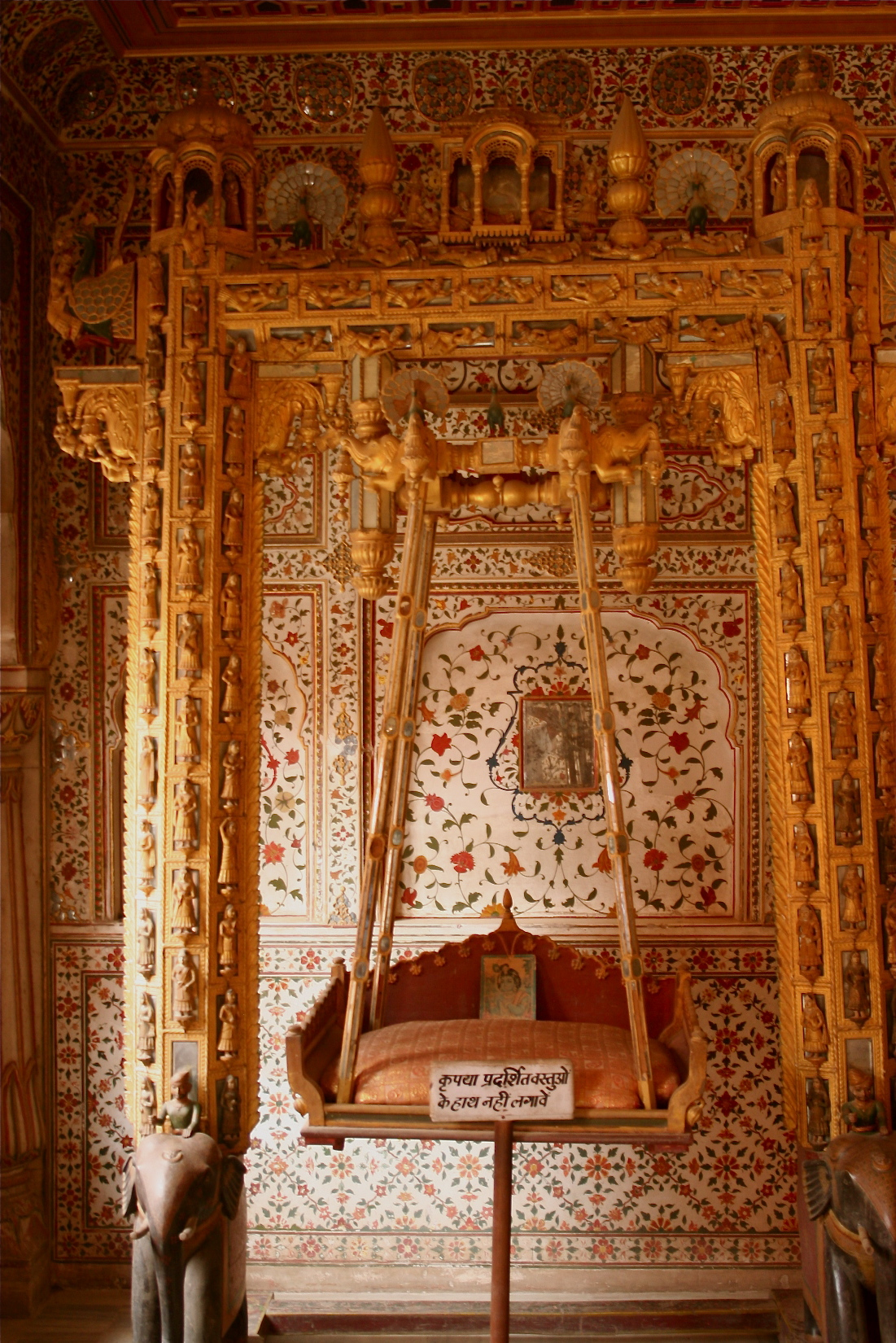
Гойдалки ручної роботи (Джула) всередині Пгул Магал, форт Джунагарх, Біканер

Раджастхан, визнаний своєю королівською спадщиною, є видатною та розвиненою ремісничою промисловістю. Ремесло залишається традицією в Раджастхані, яку протягом століть зберігає оплот королівської родини Раджпут. У ремісничій промисловості є менші заняття. До них відносяться фарбування та оздоблення тканин, декоративний розпис і ляльковий театр. Ремісники сприймають це не як заняття, а як знак поваги до своєї спадщини. У процесі фарбування тканини обробляють такими методами, як фарбування зав'язками, стійке фарбування та пряме нанесення. Дупатта, яку носять жінки, свідчить про популярність фарбування. У 2008 році традиційний одяг Джодгпур надихнув дизайнера Рагавендра Ратхор на колекцію Ратхоре Джодгпур. Фарбування тканин належить касті Чіппа в Раджастхані. Тканини прикрашені дзеркальною вишивкою, символічною для Раджастхану, і дерев'яним бісером, який колись пофарбували. Тенденція дзеркальної вишивки також помітна на дупаттах у Пенджабі, відомих як пхулкарі. Декоративні візерунки прикрашають усі поверхні в Раджастхані. Інтер'єри будинків розписані квітковими мотивами; Подібні малюнки бінді (крапки) можна побачити на одязі. Підстрижений верблюд є унікальним для Раджастхану. У цьому візерунки відбиті на шкурі верблюда, які відбувалися під час свят Пушкар і Нагаур кастою Рабарі. Ляльковий і театр залишаються популярною формою розваги в Раджастхані. Останнім часом його популярність зменшилася через зростання інтересу до кіно та телебачення серед сільських громад. Каста нат бгат виготовляє ці ляльки в стилі маріонеток. Вирази обличчя намальовані на голові з мангового дерева, а тіло вкрите декоративним раджастханським одягом. Струни вільно скріплюють руки й тулуб разом, щоб забезпечити гнучкість для руху. Ці ляльки зазвичай виступають у легендах і міфології, передаючи моральне послання. Реміснича промисловість Раджастхані є символом ідентичності Індії, багато її стилів виходять на міжнародний ринок. Фарбування краваток є прикладом того, як міжнародна естетика моди походить від простих ремесел у Раджастхані.

## Ремесла Гуджарату
Гуджарат відомий своїми методами виробництва текстилю. Межуючи з Раджастханом, два штати мають схожість у культурі та ідентичності. Стародавня цивілізація долини Інду населяла весь регіон, включаючи Раджастхан і Пенджаб під час середньовічної Індії. Вони розпочали цю текстильну промисловість у Гуджараті. У текстильному виробництві кожна каста має окрему професію. Це ткацтво, фарбування та друк. Наприклад, каста Сальві віднесена до ткацтва. Виробники одягу поєднують ці елементи разом, щоб сформувати ідентичність гуджаратського текстилю. Пряме застосування є методом також символічним для гуджаратського одягу. Фарба та інші апліканти використовуються для формування візерунків на тканині для дупат, гхагр (довга спідниця) і тюрбанів. Блоковий друк є широко використовуваною формою прямого нанесення, гуджаратський аджрахський друк блоків є однією з найстаріших технік друку, походження аджраху, ймовірно, може бути давнішим, ніж ми можемо собі уявити. Розкопки цивілізації долини Інду свідчать про те, що аджрах, ймовірно, був одним із найдавніших методів друку на індійському субконтиненті.
У Бандгані, унікальному гуджаратському ремеслі, тканина зв'язується на різних ділянках перед фарбуванням для створення візерунків. Ця основа формування візерунків за допомогою фарбування виникла в сільських громадах цього штату. Поряд із завершеним образом гуджаратської жінки йдуть великі браслети зі слонової кістки та пластику, це символи одруженої жінки. Найбільш поширеними є браслети з мушлі та шелаку. Браслети з черепашок мають звичайний білий колір зі світлим відтінком яскравішого кольору, а браслети з шелаку мають форму мушлі, розфарбовані та прикрашені блискітками. Останніми роками вони стали аксесуаром як на внутрішньому, так і на міжнародному ринках.

## Ремесла Ассаму
На далекому сході Індії знаходиться Ассам. Держава, визнана творчим використанням сировини в текстилі та ремеслах. Ассам був одним із штатів, чиї ремісничі витвори були виставлені в Національному музеї ремесел і рукоділля у 2010 році, продемонстровані першій леді Мішель Обамі. Виробництво шовкових тканин є знаковим для ассамського текстилю. Шовк є найціннішою сировиною в Ассамі, а черв'як Antheraea assama виробляє унікальний шовк муга. Здебільшого обов'язком жінок є виготовлення шовкових тканин за допомогою домашнього ткацького верстата. Магатма Ганді зазначав, що «ассамські жінки народжуються ткалями, вони тчуть казки зі свого полотна». Домашнє ткацтво є важливим ремеслом для ассамських жінок, їхній шлюб і майбутнє залежать від цього вміння. На якомусь етапі неодружена дівчина дарувала своєму коханому зроблений своїми руками біґуань. Плетіння має значну моральну та культурну цінність в Ассамі. Шовкова та текстильна промисловість також є економічним ресурсом для держави з більш ніж 25000 сімей, пов'язаних з цим ремеслом. Ремесла з тростини та бамбука також унікальні для Ассаму, вони є результатом важкої фізичної праці. Ріданґ, сулі, лезай і довга тростина  є природним ресурсом держави. Найтоншу тростину рубають і зменшують на тонкі смужки, а потім сплітають у листи. Його прикріплюють до каркаса предмета меблів, зазвичай зробленого з бамбукових паличок. Їх також використовують як килимки, що забезпечують комфорт улітку. Тенденція цього ситалпаті килимка також спостерігається в Пенджабі, де плетений килимок, прикріплений до рами, стає чарпаєм. Ремесла Ассаму залежать від сировини штату, що також робить їх унікальними.

## Ремесла Південної Індії
Різноманітність релігійних вірувань мало великий вплив на ремесла Південної Індії. Регіон бачив правління різних імперій, таких як Могольська, Португальська, Голландська, Французька та Британська. Кожен залишив свій слід у традиційних ремеслах. Реміснича промисловість Південної Індії утвердилася на комерційній основі в країні, водночас відображаючи довгу історію іноземного панування. У дравідійському стилі різьблені з каменю храми відображають вплив індуїзму, тоді як римо-католицькі церкви відбивають вплив британського правління. Храмове різьблення є символом ремісничих навичок у регіоні Таміл Наду. Храм Мінакші в Мадураї символізує майстерність і відданість, вкладені в цей виріб.
Виготовлення мадурайських гірлянд можна визначити як смугу або ланцюжок квітів, листя та листя. У Таміл Наду, і особливо в храмовому місті Мадурай, вважають, що квіткові гірлянди відіграють важливу роль у вираженні та зміцненні тамільської культури. Кожна гірлянда — це безліч кольорів; калейдоскопічна подорож; низка запашних, яскравих квітів, сплетених разом, щоб символізувати любов, чистоту та відданість.
 Кожна частина храму є святинею божества. На північ від Тамілнаду розташована Карнатака, регіон, відомий своїми виробами з дерева та каменю. Ліси цього регіону забезпечують значні запаси сировини, в основному рожевого дерева. Для деревообробників створення статуй для великих храмів є основним джерелом доходу. Форми персонажів індуїстської міфології ретельно виліплені різцем. Жировик також широко використовується для різьблення статуй, надаючи їм унікальну текстуру та гладку обробку.

## Ремесла сьогодні
Ремесла Індії цінувалися протягом багатьох часів; їх існування нині свідчить про зусилля, докладені для їхнього збереження. Сучасні дизайнери, такі як Ріту Кумар і Ріту Вірані, постійно впроваджують традиційні ремесла у свої проєкти. Крім того, існує повний навчальний заклад, Індійський інститут ремесел і дизайну (IICD), який заснований у Джайпурі, Раджастхан, який в основному навчає для ремесел та їхнього існування з дизайном. Незважаючи на ці зусилля, коріння цих ремесел, якими є сільські ремісники, занепадає. Про це стверджує Індійський фонд мистецтва. Зростання вартості матеріалів і витратних матеріалів поставило багато з цих ремісничих спільнот у фінансову боротьбу. Нещодавня стаття в Times of India передбачає, що ціна на сталь зросте від 600 до 1000 рупій за тонну. З іншого боку, статистичні дані Всеіндійської ради ремесел показують, що експорт ремесел зріс із 230 мільйонів до понад 90 мільярдів за останні 50 років. Із загостренням економічних і політичних проблем в Індії, ремісничому сектору важко вистояти. Хоча зацікавленість у збереженні культури ремесел проглядається в дизайнерів та закладів. Ремесла — це творчі вироби, виготовлені майстерністю рук без допомоги сучасних машин і обладнання. Нині вироби ручної роботи вважаються модним і предметом розкоші.
Багата культурна спадщина Індії та багатовікова еволюційна традиція проявляються у величезній різноманітності ремесел, виготовлених по всій країні. Ремесла є дзеркалом культурної ідентичності етносу, який їх виробляє. Протягом століть вироби ручної роботи, виготовлені в Індії, такі як кашмірські вовняні килими, вишиті тканини Зарі, вироби з теракоти та кераміки, шовкові тканини тощо, зберігали свою ексклюзивність. У давні часи ці ремісничі вироби експортувалися в далекі країни Європи, Африки, Західної Азії та Далекого Сходу через «шовковий шлях». Усе багатство вічних індійських ремесел пережило віки. Ці ремесла несуть магнетичну привабливість індійської культури, яка обіцяє ексклюзивність, красу, гідність і стиль.